# Bonemerse
Bonemerse (Bunemérs in dialetto cremonese) è un comune italiano di 1 448 abitanti della provincia di Cremona in Lombardia.

## Origini del nome
Il nome del paese potrebbe derivare da Sancta Maria de Bonemercis (1271) o Sancta Maria de Bonis Mercibus (1385), che identificò per lunghi secoli il territorio, extraurbano rispetto alla città di Cremona, posto nei pressi della chiesa dove i terreni erano di proprietà della mensa vescovile di Cremona. In epoca più antica, abbiamo delle testimonianze documentari per luoghi limitrofi a Bonemerse, essenzialmente cascine. Il toponimo Farisengo è citato in un documento del 965 mentre al 983 risalgono le menzioni di Carettolo e Conziolo.

## Storia
La chiesa parrocchiale di Santa Maria Nascente sorse nel medioevo, in prossimità dell'incrocio stradale tra via Roma e via Marconi (chiamata in tempi antichi strada Principato dell'Argine Maestro o Via del Po, un percorso parzialmente fluviale che connetteva Torino con Venezia, attraversando il nord Italia). Lo storico cremonese Ludovico Cavitelli afferma che l'origine della fabbrica risale all'iniziativa del vescovo Sicardo di Cremona, che con denaro proprio e dei suoi fratelli, nonché del cavaliere Brocardo. La tradizione cavitelliana attribuisce la data di fondazione al 1195, con il titolo in onore della Beata Vergine Maria. Nelle visite pastorali del vescovo di Cremona, Antonio Novasconi, la data della fondazione sicardiana è posticipata al 1213. L'esistenza è attestata comunque in documenti d'archivio a partire dal 1267.
In questo piccolo paese del cremonese è presente un enorme simbolo dell'euro, visibile dall'alto, che intitola il parco omonimo. 

### Simboli
Lo stemma e il gonfalone del comune di Bonemerse sono stati concessi con decreto del presidente della Repubblica del 25 febbraio 2008.
Il gonfalone è un drappo di bianco con la bordatura di azzurro.

## Monumenti e luoghi d'interesse
Il territorio comunale è popolato di molte cascine fra le quali si rammentano per importanza storico-artistica la Cascina Farisengo, Palazzo-Carettolo, Carettolino, Cambiaga, Conziolo, Sant'Omobono, Gambara, Capitolo, Casazza, Cà Fiorana e Cà Bruciata. Fino al 2012 vi era la Cascina Peverone, detta il Vaticano, con un palazzo nobiliare del XV secolo incorporato nella struttura.
Nei pressi della Cascina Farisengo parte l'argine maestro del fiume Po Cremona-Casalmaggiore, detto anche Argine Etrusco.

## Società

### Evoluzione demografica
Abitanti censiti

Tipico comune rurale del medio cremonese, nel XIX secolo solo il 30% degli abitanti viveva in paese. Nei primi anni del XX secolo, in particolar modo nel periodo tra il primo dopoguerra e l'inizio degli anni cinquanta, il paese si popola, ma negli anni sessanta le cascine cominciano a spopolarsi a causa del boom economico e del cambio delle conduzioni agricole influenzate da una massiccia meccanizzazione delle lavorazioni.

### Enti e associazioni
Presso la chiesa parrocchiale di Santa Maria Nascente è ubicata la società sportiva parrocchiale Ariete, fondata alla fine degli anni'70. Nel paese vi operano varie associazioni volontarie fra le quali si possono rammentare l'Auser-Centro Anziani, il Circolo Arci "Sergio Gallia", l'Associazione Culturale Peverone e il Gruppo dei commercianti Don Chisciotte.

### Scuole
Sono presenti una scuola materna comunale ed una scuola primaria dedicata ai Sette Fratelli Cervi.

## Cultura

### Eventi
In paese si festeggiano due sagre, quella degli Uffizi in febbraio e quella d'ottobre, dove sovente vi è presente la fiera.

## Geografia antropica
Secondo l'ISTAT, il territorio comunale comprende il centro abitato di Bonemerse e i nuclei abitati di Cancello, Forcello, Quattro Strade e Zona Artigianale.

## Infrastrutture e trasporti
Tra il 1888 e il 1954 Bonemerse era servita da una fermata della tranvia Cremona-Casalmaggiore, gestita in ultimo dalla società Tramvie Provinciali Cremonesi.

## Amministrazione
Il sindaco è Luca Ferrarini (lista Bonemerse Patti Civici), eletto il 26 maggio 2019 e nominato il giorno successivo.